# The Texas Chain Saw Massacre (1974)
The Texas Chain Saw Massacre (Nederlandse bioscooptitel: De kettingzaag; Vlaamse bioscooptitel: Slachting met de kettingzaag) is een Amerikaanse film uit 1974 onder regie van Tobe Hooper.

## Verhaal
De film speelt zich af op 18 augustus 1973. Sally hoort dat een groep vandalen iets met het graf van haar vader heeft gedaan. Samen met haar vriend Jerry, broer Franklin en vrienden Pam en Kirk gaat ze op stap om te ontdekken wie dit gedaan heeft. Onderweg nemen ze een lifter mee. Deze begint zich vreemd te gedragen en wordt dan ook snel gedumpt. Wanneer de vrienden autopech krijgen, moeten ze aanbellen bij een eng huis. Al snel vallen er slachtoffers van een angstaanjagende man met een kettingzaag (Leatherface). Ook de lifter lijkt er iets mee te maken te hebben. Wanneer Sally uiteindelijk ontvoerd wordt, zit ze gevangen bij een gestoorde en moordlustige familie.

## Rolverdeling
| Acteur           | Personage                 |
| ---------------- | ------------------------- |
| Marilyn Burns    | Sally Hardesty            |
| Paul A. Partain  | Franklin Hardesty         |
| Gunnar Hansen    | Leatherface               |
| Allen Danziger   | Jerry                     |
| Teri McMinn      | Pam                       |
| William Vail     | Kirk                      |
| Edwin Neal       | "de Lifter"               |
| Jim Siedow       | Drayton Sawyer (Oude man) |
| John Dugan       | Opa Sawyer                |
| Robert Courtin   | Ramenwasser               |
| William Creamer  | Bebaarde man              |
| John Henry Faulk | Verhalenverteller         |
| John Larroquette | Voice-over                |

## Gebaseerd op een waargebeurd verhaal
De film is, net zoals Psycho en The Silence of the Lambs, geïnspireerd door de misdaden van moordenaar Ed Gein. Gein droeg, net zoals de moordenaar in de film, huid van mensen. In tegenstelling tot Leatherface werkte Ed Gein alleen en hij maakte ook nooit gebruik van een kettingzaag. Enkel het personage van Leatherface is lichtelijk gebaseerd op Ed Gein, het verhaal is volkomen fictief.

## Verwijzingen in andere media
- De film Motel Hell (1980) is een parodie op deze film.
- De makers van Scary Movie gebruikten ook meerdere scènes uit de film om als parodie te gebruiken in Scary Movie.
- De hoofdpersonen uit de film Summer School waren gefascineerd door deze film.
- Een band uit Engeland gebruikte de naam Leatherface voor hun band.
- De band Ramones maakte een liedje dat ze Chain Saw noemden.
- Personage Patrick Bateman kijkt in de film American Psycho naar The Texas Chain Saw Massacre, vlak voordat hij een prostituee vermoordt met een kettingzaag.
- Een groep weeskinderen kijkt naar deze film in de film Freddy Got Fingered.
- Een van de personages uit Scream is een referentie aan Leatherface.
- In een scène uit de film Taxi Driver rijdt een personage langs een bioscoop waar een advertentie van deze film hangt.
- In de film Serial Mom wordt deze film gekeken door een personage uit de film.
- In de film The 'Burbs kijkt Tom Hanks naar deze film.
- De film House of 1000 Corpses heeft een soortgelijk verhaal.
- Een scène uit de film Tiny Toons: How I Spent My Summer Vacation gebruikt deze film als parodie.

## Trivia
- Marilyn Burns sneed zichzelf per ongeluk ergens aan tijdens de opnamen. Het bloed dat op haar kleren terechtkwam werd voor de film gebruikt.
- In een scène waar Leatherface het meisje in de vinger snijdt, snijdt hij haar echt, omdat ze niet voor nepbloed konden zorgen.
- Toen de film uitgebracht werd, liepen mensen tijdens de film uit de bioscoop, beangstigd door de film.
- John Dugan, die 'Grandpa' speelt in de film, verafschuwde het proces waarbij zijn make-up op werd gedaan. Daarom werd de scène met hem in één keer opgenomen. Dit duurde 36 uur. In deze tijd zaten ze meestal in een heet kamertje met rottend vlees en voedsel.
- De film heette tot op de laatste minuut Headcheese.
- Het huis dat werd gebruikt voor de familie Sawyer, werd voor de opnames werkelijk bewoond door een familie.
- Het menselijk skelet op het einde was een echt menselijk skelet uit India.
- Gunnar Hansen hielp mee aan het creëren van personage Leatherface. Zo kwam hij met het idee dat Leatherface niet kon praten.
- Gunnar Hansen gebruikte hetzelfde shirt tijdens alle opnames, die vier weken duurden. Het shirt was namelijk geverfd en kon niet gewassen worden. Vanwege het lage budget was er niet genoeg geld voor een tweede shirt. Tijdens de lunchpauzes wilde er ook niemand naast hem zitten of bij hem in de buurt komen, omdat zijn kleding zo erg stonk na het wekenlange filmen in de hete Texaanse zomer.

## Vervolgfilms
Vervolgen
- The Texas Chainsaw Massacre Part 2 (1986)
- Leatherface: The Texas Chainsaw Massacre III (1990)
- Texas Chainsaw Massacre: The Next Generation (1994)
- Texas Chainsaw 3D (2013)
- Leatherface (2017)
- Texas Chainsaw Massacre (2022)

Remake
- The Texas Chainsaw Massacre (2003)

Vervolg op de remake
- The Texas Chainsaw Massacre: The Beginning (2006)